# Michel Feher
Pour les articles homonymes, voir Feher.
Michel Feher, né le 12 juillet 1956, est un auteur belge, philosophe et « ce qu'on appellerait aux États-Unis un critical theorist, c'est-à-dire un producteur d'argumentations critiques destinées à mieux appréhender l'évolution de la société ». Il a étudié à l'Université libre de Bruxelles, l'Université Columbia et à l'Université Paris1 Panthéon Sorbonne. Il a fondé une maison d’édition new-yorkaise, Zone Books.

## Biographie

### Formation
Michel Feher a étudié à l'université libre de Bruxelles et à l'université Columbia, New York.

### Travaux
Michel Feher est l’auteur de livres en français et en anglais, et le fondateur du collectif Cette France-là, qui a publié quatre volumes sur les politiques migratoires et qui s’est chargé de tenir le journal des effets de la politique migratoire de la présidence de Nicolas Sarkozy, ainsi que de la maison d’édition new-yorkaise Zone Books.
Dans Le Temps des investis. Essai sur la nouvelle question sociale (2017), Feher s'interroge sur l'avènement du capitalisme financier — qui a pris la relève du capitalisme industriel et du capitalisme marchand — et ses effets sur l'érosion de la gauche.
Il propose de repenser entièrement les formes de résistance à l’hégémonie des institutions financières en prenant en compte les torsions que l’emprise de la finance fait subir à l’exploitation capitaliste. Il examine ainsi des formes gagnantes de luttes sociales, défend le revenu de base garanti et plaide en faveur de l'économie coopérative,.

### Sur le «produciérisme»
En 2024, dans son ouvrage Producteurs et parasites. L'imaginaire si désirable du Rassemblement national, à partir de l'étude du discours du  Rassemblement national, Michel Feher estime que la popularité montante du parti et plus généralement de l'extrême droite s'explique par la satisfaction que son imaginaire et sa vision du monde procurent à ses électeurs : un monde qui serait divisé en deux classes moralement opposées, qui sont : 
- les producteurs : ils sont imaginés, ou ils s'imaginent ne vivre que du produit de leur labeur ; c'est leur travail qui serait source de la prospérité nationale, laquelle découlerait de la somme de leurs efforts individuels, leurs investissements et leurs impôts. Les producteurs adoptent la valeur-travail[6] ;
- des parasites : ils sont, eux, supposés réfractaires à la valeur-travail, ne feraient rien d'utile et s'approprieraient la richesse créée par d'autres. Ils seraient par exemple des spéculateurs, des capitalistes transnationaux exploitant à leur profit le capital financier ou culturel des Français ou captant illégitimement une part de la redistribution des revenus. Toujours selon Feher, quand cet imaginaire a glissé vers les idéologies de droite, cette catégorie des parasites s'est scindée en deux sous-catégories[6] : 
  - les parasites d'en haut, qui font circuler les capitaux : spéculateurs, prêteurs et certains intellectuels,
  - les parasites d'en bas : les assistés, accusés de vivre de la redistribution de revenus qu'ils n'ont pas contribué à produire[6].

Selon M. Feher, « l'assimilation de la question sociale à un antagonisme entre « producteurs » et « parasites » n'a pas toujours été la chasse gardée de l'extrême droite » ; cette vision du monde était même originellement de gauche, quand elle a émergé dans le contexte de la Révolution française, dans la critique des privilèges et des rentes de la noblesse et de l'église, qui supposément exploitaient le travail du Tiers état. « Sa longue histoire révèle toutefois que le désir d'épuration auquel elle donne naissance passe toujours par une racialisation des catégories réputées parasitaires ». Dans cet imaginaire, le producteur serait naturellement fidèle à la culture et aux intérêts de son pays, alors que les parasites seraient infidèles. Pour M Feher, alors que le populisme imagine plutôt la société comme une pyramide avec l'élite en haut et le peuple en bas, le produciérisme la montrerait plutôt comme une courbe en cloche ; ce qui plait dans son argumentaire est qu'il place, en le déculpabilisant, le peuple entre les « parasites d'en haut » et les « parasites d'en bas », et qu'il laisse penser que le Rassemblement national serait aussi, horizontalement, situé entre les tenants du grand capital et de l'extrême gauche.
Dans les années 2020, déclare M. Feher, on[Qui ?] n'est plus dans l'indignation face à l'injustice, mais dans le ressentiment, lequel conduit à l'idée qu'en se débarrassant des parasites, en punissant l'oisiveté, tout irait mieux. Cet imaginaire encourage alors une tendance à identifier les producteurs et les parasites, mais opère une dérive dangereuse vers le « soupçon généralisé ».

## Publications

### Ouvrages
- Producteurs et parasites. L'imaginaire si désirable du Rassemblement national, La Découverte, 2024[8]
- Rated Agency: Investee Politics in a Speculative Age, Zone Books, 2018
- Le Temps des investis : essai sur la nouvelle question sociale, La Découverte, 2017
- Powerless by Design, Duke University Press, 2005
- (éd.) The Libertine Reader: Eroticism and Enlightenment in Eighteenth-Century France, 1997
- Conjurations de la violence, Presses universitaires de France, coll. « Croisées »,1981  (ISBN 2130366996 et 978-2130366997)

#### En collaboration
- Éric Alliez, Michel Feher, Didier Gille, Isabelle Stengers, Contre-temps : les pouvoirs de l'argent, éditions Michel de Maule (2015/1988)  (ISBN 2876230283 et 978-2876230286)
- (éd. avec Cette-France-là) Xénophobie d’en haut : le choix d’une droite éhontée, 2012
- (éd. avec Cette-France-là) Sans-papiers et préfets : la culture du résultat en portraits, 2012
- (éd. avec Gaëlle Krikorian et Yates McKee) Nongovernmental Politics, MIT Press, 2007
- (éd. avec Paul Rabinow) The Essential Works of Michel Foucault, 1954-1984 ; vol 2 Aesthetics: Method and Epistemology, 2000
- (éd. avec Ramona Nadaff et Nadia Tazi) Fragmentos para una historia del cuerpo humano, 1990
- (éd. avec Ramona Nadaff et Nadia Tazi) Fragments for a History of the Human Body, 3 volumes, 1989
- (éd. avec Jonathan Crary et Sanford Kwinter) Zone 1-2: The Contemporary Cities, 1986

### Articles
- (en) "Disposing of the Discredited: A European Project" in Mutant Neoliberalism: Market Rule and Political Rupture, sous la dir. de William Callison et Zachary Manfredi, Fordham University Press, 2020
- (en) "Movements of Counter-Speculation: A Conversation with Michel Feher"[9], interview par William Callison, Los Angeles Review of Books, 12 juillet 2019
- (en) "The Political Ascendency of Creditworthiness"[10], Public Books, 1er septembre 2019
- « Quand le capitalisme change de direction »[11], AOC, 1er juin 2018
- « La lutte sociale se joue désormais sur les marchés financiers »[12], entretien avec Michel Feher, Alternatives économiques, 15 mai 2018
- « Pourquoi et comment faire des marchés financiers le nouveau foyer des luttes sociales »[13], Ivan du Roy avec Michel Feher, Basta, 20 octobre 2017
- (en) "The Critical State of the Union"[14], Europe at a Crossroads, Near Futures Online, n° 1, mars 2016
- (en) "Europe and the spectre of democracy: Michel Feher interviews Yanis Varoufakis"[15], Open Democracy, 13 mai 2016
- (en) "Belonging and Neoliberalism: Michel Feher, in conversation with James Graham" dans After Belonging: The Objects, Spaces, and Territories of the Ways We Stay in Transit, Zürich, Lars Müller, 2016, p. 313-320
- (éd. avec William Callison, Milad Odabaei and Aurélie Windels) "Europe at a Crossroads"[16], Near Futures Online, Issue n° 1, mars 2016
- « Don, échange, partage : esquisse et croisement de deux projets »[17], Mouvements, des idées et des luttes, 26 mai 2015
- « Que deviennent les arts d’aimer avec le néolibéralisme ? » entretien avec Michel Feher, propos recueillis par Catherine Achin et Olivier Roueff, Mouvements, 2015 vol. 2, n° 82, p. 148-158
- « Le Proche-Orient hors les murs. Usages français du conflit israélo-palesinien », De la question sociale à la question raciale ?  Représenter la société française, Didier Fassin et Éric Fassin, La Découverte, 2006
- « Politique non gouvernementale », Vacarme, n° 34, janvier 2006, collectif dirigé par Michel Feher
- « Violences dans et hors l'école, quelles responsabilités ? » de Michel Feher, Roger Dadoun, Bruno Mattéi, et Dominique Gelin, Sciences de l'homme et Sociétés, n° 70, septembre 2004 : Cultures en mouvement, Revue Cultures  (ISBN 2752000669)